# Drewgi
Drewgi, född 6 maj 1992, är en svensk före detta travhäst, som tävlade mellan 1995 och 2002. Han tränades i början av Tommy K. Jansson under hela tiden i Sverige, med undantag för säsongerna 1996–97 då han tränades av Åke Svanstedt. Under sin tävlingskarriär sprang han in ca 5,6 miljoner kronor på 108 starter, varav 32 segrar.
Han vann bland annat Svenskt Trav-Kriterium 1995 och Svenskt Travderby 1996, vilken han är den enda Åke Svanstedt-tränade hästen som gjort.
Han exporterades till Tyskland 1999, och sattes då i träning hos Hennie Grift. Han gjorde sitt sista lopp i tävlingskarriären den 12 mars 2002.